# Slice of life
Slice of life (em português:  fatia de vida) é uma frase que descreve o uso do realismo mundano que representa experiências cotidianas em arte e entretenimento.

## Teatro e cinema
O termo teatral refere-se a uma representação naturalista da vida real, algumas vezes usada como um adjetivo, como numa "peça com diálogo slice of life".  O termo originou-se entre 1890 e 1895 como um decalque da expressão francesa tranche de vie, creditado ao dramaturgo Jean Jullien (1854–1919).
Jullien introduziu o termo não muito tempo depois de uma encenação da sua peça, The Serenade, como observado por Wayne S. Turney em seu ensaio, "Notas sobre o Naturalismo no Teatro":
The Serenade foi apresentada pelo Théâtre Libre em 1887. É um excelente exemplo de rosserie, ou seja, peças lidando com personagens corruptas moralmente falidas que parecem ser respeitáveis, "sorrindo, sorrindo, malditos vilões..." Jullien deu-nos a famosa definição do naturalismo em seu apotegma The Living Theatre (1892): "A peça é uma fatia da vida colocada no palco com a arte." Ele continua a dizer que "...o nosso objetivo não é criar o riso, mas se pensar." Ele sentiu que a história de uma peça não termina com a cortina, diz ele que, "só uma interrupção arbitrária da ação que deixa o espetador livre para especular sobre o que se passa mais além..."
Durante a década de 1950, a frase teve uso crítico comum em avaliações de dramas de televisão em direto, sobre os guiões de filmes televisivos de JP Miller, Paddy Chayefsky e Reginald Rose. Naquela época, por vezes era usada como sinónimo com o pejorativo "kitchen sink realism" (realismo do lavatório) adotada dos teatros e filmes britânicos.

## Literatura
O termo refere-se a uma técnica literária de contar histórias que apresenta uma amostra arbitrária na vida da personagem, que muitas vezes carece de uma estratégia coerente do enredo, conflito, ou final. A história pode ter pouco progresso no enredo e pouco desenvolvimento da personagem, e muitas vezes não tem nenhuma exposição, conflito, ou desenlace, com um final aberto.

## Na cultura japonesa
Em anime e manga, "slice of life" é um gênero que muitas vezes se assemelha à um melodrama adolescente, para além da utilização de técnicas narrativas slice-of-life. Outros traços comuns em animes e mangás slice-of-life são:
- a sua ênfase na sazonalidade ou nos procedimentos;
- utilização de gêneros de apoio como drama e romance;
- passar o sentimento de paz como no subgênero Iyashikei[9].